# Testbild

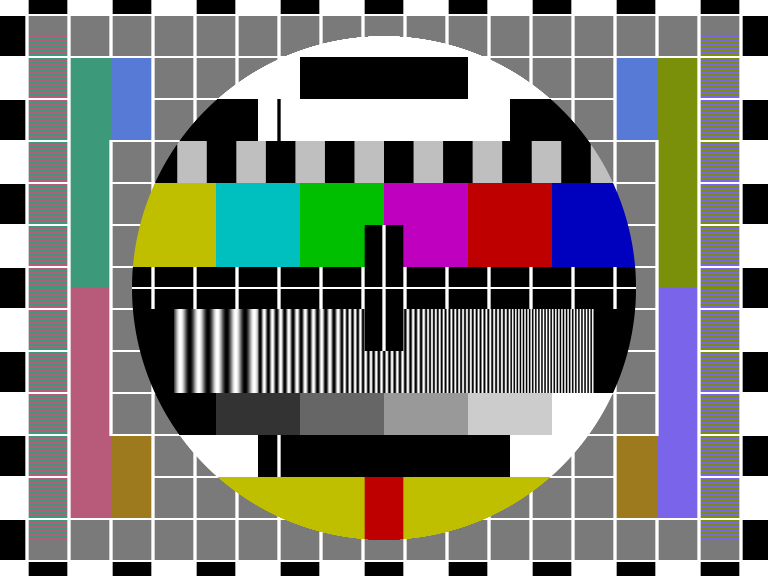
En klassisk testbild är denna från Philips, ofta felaktigt kallad PM5544 efter modellbeteckningen på den första testbildsgenerator som använde den. I det översta vågräta svarta fältet står ofta med vitt TV-kanalens namn och i det undre namnet på det land som TV-kanalen sänder till.

En testbild är en speciell signal som TV-kanaler traditionellt har sänt ut när inga reguljära program går, men sändaren ändå är aktiv. I de flesta kanaler i Sverige användes en testbild som utgår från Philips PM5544. Den här klassiska testbilden skapades 1966 av dansken Finn Hendil.
Testbilden kan användas för att kontrollera tv-mottagarens bildkvalitet gällande färg, gråskala, grynighet och skärpa samt rörelse i bild samt ibland även ljud (då ofta skiftande, entoniga ljud).
I och med övergången från bildformatet 4:3 till  16:9 och digital-tv har nya testbilder tagits fram, men även äldre testbilder har anpassats till 16:9. Ett exempel är Philips testbild för 16:9-formatet, baserad på deras etablerade variant för 4:3-formatet. Den extra ytan har använts för att lägga till ytterligare testsignaler för att kunna utvärdera fler aspekter av bild- och signalkvalitet.
Varianten av Philips testbild i 16:9-formatet introducerades från början med deras digitala testbildsgenerator PM5644 och var där ett av flera alternativ för vilken testbild generatorn kunde bestyckas med. Alternativen inkluderade också den tidigare varianten i formatet 4:3. PM5644 var efterföljare till de analoga testbildsgeneratorerna PM5544 och PM5344. De två varianterna av Philips testbild omnämns ofta felaktigt efter den första modellen av generator som kunde producera respektive variant.
Numera sänds testbild bara korta stunder i svensk TV, eftersom programsändningar ofta pågår större delen av dygnet.

## Testbilder i digital-tv
Eftersom många testbilder bara innehåller statiska signaler kan det vara svårt att upptäcka om bilden "fryser" eller "hackar" i digitala tv-sändningar; därför har man modifierat många äldre testbilder med någon form av rörlig grafik. När Sveriges Television började sända digital-tv anpassades testbilden från Philips så att en liten bit av en av de vertikala linjerna i rutnätet rörde sig i sidled.
Digital-tv har också eliminerat en stor del av de problem som funnits i analoga tv-sändningar och medfört nya, vilket gör att en del testsignaler inte längre fyller någon funktion. Därför har det utvecklats speciella testbilder för just digitala sändningar. Ett exempel är "Test Card M" som utvecklades av företaget Snell & Wilcox. Den innehåller flera specifika tester för digital-tv inklusive olika typer av rörlig grafik. Test Card M användes av bland andra BBC.
Då dagens testbilder till stor del är avsedda för test av specifik utrustning inom produktions- och utsändningskedjan har det blivit alltmer ovanligt att de sänds ut i etern.
HDTV har också krävt utveckling av nya testbilder, inte minst då kraven på bildkvalitet har ökat kraftigt och mer avancerad teknik används vid produktion och utsändning.

## Äldre testbilder

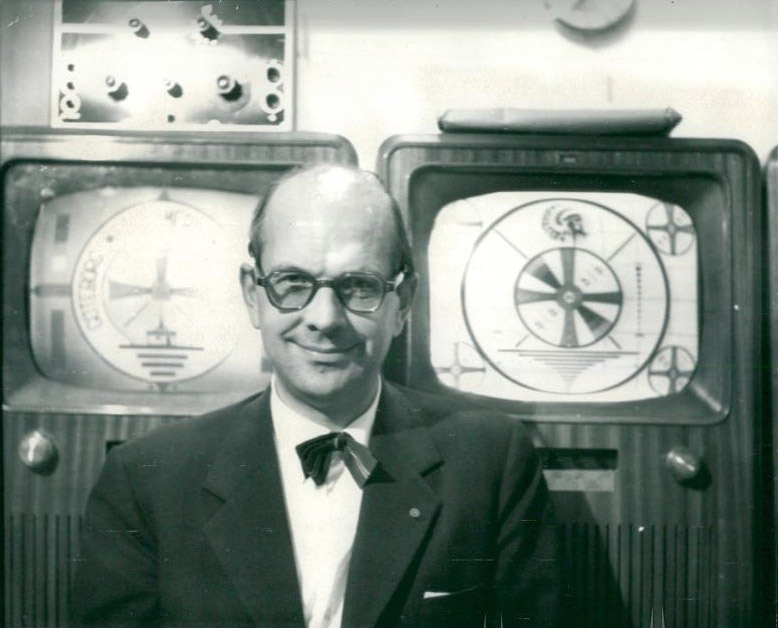
Nils Dahlbeck med testbilder år 1957.

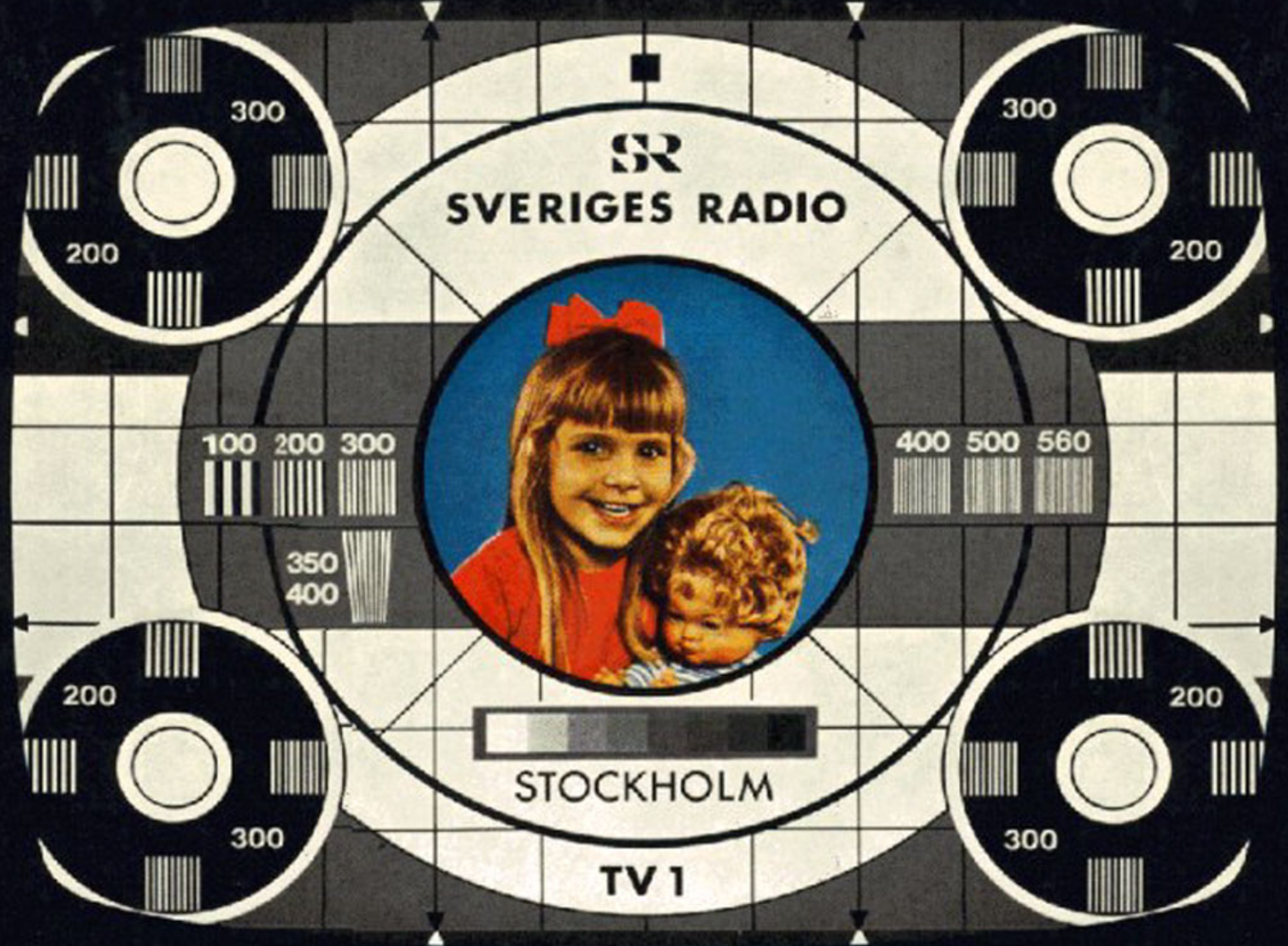
Sveriges första testbild i färg.

När Sveriges Radio-TV införde färg-TV den 1 januari 1970, visade man de första åren bilder på ansikten. Sveriges första testbildsflicka hette Lena Eklund. Hon var fem år gammal då bilden på henne med en docka togs 1968 när provsändningarna pågick.
Från 1974 var det Johanna Lindström, dottern till teknikern Helge Lindström på Sveriges Radio-TV som prydde testbilden med sitt ansikte.